# Annabel Lee

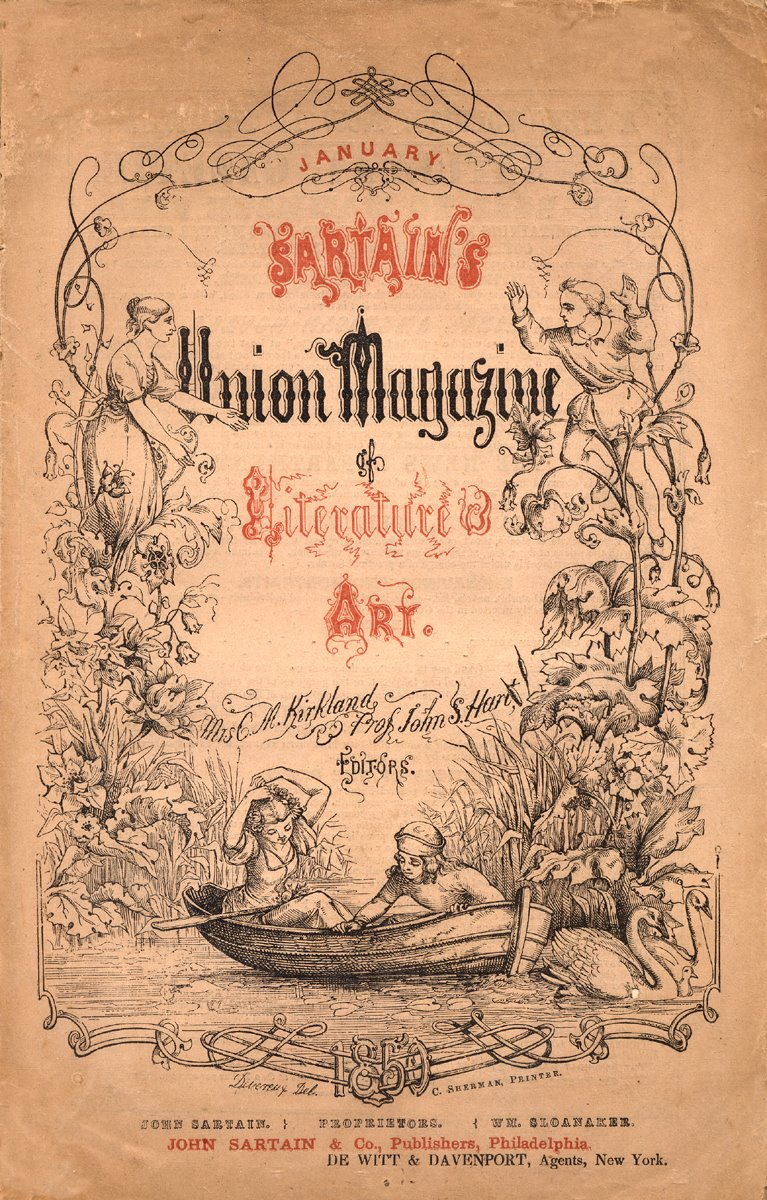
Okładka filadelfijskiego czasopisma „Sartain’s Union Magazine of Literature and Art” (1850), w którym opublikowano wiersz Annabel Lee.

Annabel Lee – ostatni ukończony wiersz Edgara Allana Poego. Tematem utworu jest miłość oraz śmierć pięknej kobiety. Został napisany prawdopodobnie w maju 1849 roku. Poe zadbał o wydanie wiersza, dając go swojemu wydawcy Rufusowi Wilmotowi Griswoldowi, który włączył go do obszernego nekrologu autora opublikowanego dwa tygodnie po jego śmierci, a także wysyłając go do „Sartain’s Union Magazine of Literature and Art”, gdzie ukazał się w 1850 r.

## Analiza
W wierszu Annabel Lee Poe porusza swój ulubiony temat, czyli śmierć pięknej kobiety, który był wykorzystywany także np. w Kruku, Ulalume i Lenore. Artysta twierdził, że jest to najbardziej poetycki temat na świecie. Wiersz ukazuje idealne, nadzwyczajne silne uczucie. Narrator w młodości zakochał się w Annabel Lee „w królestwie nad mórz pianą” i obdarzał ją tak wielką miłością, że nawet aniołowie byli o nią zazdrośni. Nie przestał jej kochać nawet po jej śmierci, wielbiąc jej pamięć. Ukazanie śmierci ukochanej jako skutku zemsty zazdrosnych aniołów pochodzi, według Julienne Empric, z naiwnej, dziecinnej wizji świata (ponieważ poetyckie „ja” pokochało Annabel Lee będąc jeszcze dzieckiem), jednak końcowe strofy, mówiące o jedności dusz poza granicami śmierci, mogą świadczyć o próbie przezwyciężenia uczucia straty i znalezienia pociechy w idei wiecznej miłości. Niezłomna miłość do ukochanej może oznaczać moralne zwycięstwo wobec okrucieństwa losu i wzniesienie się ponad ograniczenia doczesności, a zmarła bohaterka staje się symbolem nieśmiertelnego piękna i źródłem duchowego światła i mocy.
Jest rzeczą dyskusyjną, czy pisząc Annabel Lee Poe inspirował się jakąś konkretną osobą. Istnieje teoria, że podstawą utworu jest lokalna legenda z Charleston (Karolina Południowa). Wiele znanych poecie kobiet było także wskazywanych jako pierwowzór Annabel Lee; za prawdopodobną hipotezę uznaje się, że była nim jego żona Virginia Eliza Clemm Poe.

## Wpływy
Nawiązania do Annabel Lee pojawiają się w Lolicie Vladimira Nabokova. Młodzieńcza miłość bohatera, dziewczynka poznana nad morzem i zmarła na tyfus, nazywa się Annabel Leigh, a pierwotny tytuł książki, Kingdom by the Sea (Królestwo nad morzem), był dosłownym cytatem z wiersza.